# Coptosia
Coptosia is een kevergeslacht uit de familie van de boktorren (Cerambycidae). De wetenschappelijke naam van het geslacht werd voor het eerst geldig gepubliceerd in 1868 door Fairmaire.

## Soorten
Coptosia omvat de volgende soorten:
- Coptosia anularis (Holzschuh, 1984)
- Coptosia behen (Sama & Rejzek, 1999)
- Coptosia chehirensis (Breuning, 1943)
- Coptosia kalashiani (Danilevsky, 1992)
- Coptosia nausicae (Rejzek & Kakiopoulos, 2004)
- Coptosia nepheloides (Sama, 1997)
- Coptosia cinerascens (Kraatz, 1882)
- Coptosia eylandti (Semenov, 1891)
- Coptosia kubani (Holzschuh, 1991)
- Coptosia farinosa (Ganglbauer, 1886)
- Coptosia albovittigera (Heyden, 1863)
- Coptosia antoniae (Reitter, 1889)
- Coptosia bithynensis (Ganglbauer, 1884)
- Coptosia brunnerae Sama, 2000
- Coptosia compacta (Ménétriés, 1832)
- Coptosia demelti (Breuning, 1973)
- Coptosia drurei (Pic, 1909)
- Coptosia ganglbaueri Pic, 1936
- Coptosia gianassoi Sama, 2007
- Coptosia minuta (Pic, 1891)
- Coptosia schuberti (Fuchs, 1965)
- Coptosia tauricola (Breuning, 1943)